# Igor Kovač
Igor Kovač (Vukovar, 23. listopada 1983.) je hrvatski kazališni, televizijski i filmski glumac.

## Filmografija

### Televizijske uloge
- "U dobru i zlu" kao Slaven Polje (2024. – danas)
- "Majstori" kao Fabijan (2022. - 2023.)
- "Minus i plus" kao Kruno (2019.)
- "Pogrešan čovjek" kao David (2018.)
- "Patrola na cesti" kao inspektor (2016.)
- "Nedjeljom ujutro, subotom navečer" kao Hans (2012.)
- "Instruktor" kao Žarko (2010.)
- "Mamutica" kao Jurica (2008. – 2010.)
- "Operacija Kajman" kao policajac (2007.)
- "Naša mala klinika" kao pacijent s cvijećem (2007.)
- "Cimmer fraj" kao Boško (2007.)

### Filmske uloge
- "Kotlovina" kao Jakov (2011.)
- "Ćaća" kao dečko (2011.)
- "Gdje pingvini lete" kao Emil/pripovjedač (2008.)

### Sinkronizacija
- "Spider-Man: Novi svijet" kao Prowler/Aaron Davis (2018.)
- "Ferdinand" kao Ferdinand (2017.)
- "Škola za vampire" kao Oskar von Horifficus (1. i 2. sezona)

## Vanjske poveznice
- Igor Kovač u internetskoj bazi filmova IMDb-u (engl.)
- Stranica na Mala-scena.hr  Arhivirana inačica izvorne stranice od 2. srpnja 2013. (Wayback Machine)